# Ленка-Опатовська (гміна)
Гміна Ленка-Опатовська (пол. Gmina Łęka Opatowska) — сільська гміна у північно-західній Польщі. Належить до Кемпінського повіту Великопольського воєводства.
Станом на 31 грудня 2011 у гміні проживало 5315 осіб.

## Територія
Згідно з даними за 2007 рік площа гміни становила 77.54 км², у тому числі:
- орні землі: 68.00%
- ліси: 25.00%

Таким чином, площа гміни становить 12.75% площі повіту.

## Населення
Станом на 31 грудня 2011:
| Опис     | Загалом | Загалом | Чоловіки | Чоловіки | Жінки | Жінки |
| -------- | ------- | ------- | -------- | -------- | ----- | ----- |
| одиниця  | осіб    | %       | осіб     | %        | осіб  | %     |
| все      | 5315    | 100     | 2691     | 50.63    | 2624  | 49.37 |
| міське   | 0       | 100     | 0        |          | 0     |       |
| сільське | 5315    | 100     | 2691     | 50.63    | 2624  | 49.37 |

## Сусідні гміни
Гміна Ленка-Опатовська межує з такими гмінами: Баранув, Бичина, Болеславець, Верушув, Тшциниця.